# Garinsky (huyện)
Huyện Garinsky (tiếng Nga: ? райо́н) là một huyện hành chính tự quản (raion), của Tỉnh Sverdlovsk, Nga. Huyện có diện tích 16761 kilômét vuông, dân số thời điểm ngày 1 tháng 1 năm 2000 là 6400 người. Trung tâm của huyện đóng ở Gari.